# Friedel Holusek
Friedel Holusek (* um 1932) war eine deutsche Tischtennisspielerin mit ihrem Leistungszenit in den 1950er Jahren. Bei Deutschen Meisterschaften wurde sie zweimal Zweite im Mixed.

## Werdegang
Geboren als Friedel Gallenberger heiratete sie (vor 1954) den Tischtennisnationalspieler Leopold Holusek. Sie spielte bis Mitte der 1950er Jahre beim Verein Post SV München und wechselte dann zu MTV München. Ende der 1950er Jahre trat sie zusammen mit ihrem Ehemann Leopold beim TSV Milbertshofen an.
Drei Titel holte sie bei Bayerischen Meisterschaften, 1956 im Doppel mit Hildegard Klemm und im Mixed mit Leopold Holusek sowie 1958 mit Edith Kwiaton.
Mehrmals nahm sie an deutschen Meisterschaften teil. Hier war sie am erfolgreichsten im Mixed mit Leopold Holusek: 1955 und 1957 Platz zwei, 1956 Platz drei.
Über ihre Aktivitäten in den 1960er und 1970er Jahren ist kaum etwas bekannt. In den 1980er Jahren war sie Mitglied im Verein FT München-Blumenau 1966. Sie begann, an Seniorenturnieren, häufig bei Deutschen Meisterschaften, anzutreten mit folgenden Medaillengewinnen:
- DM 1981 – Ü40: Sieg im Doppel mit Rosemarie Seidel
- DM 1981 – Ü40: Silber im Mixed mit Klaus Maier
- DM 1982 – Ü50: Sieg im Doppel mit Elfriede Neumann
- DM 1982 – Ü50: Silber im Mixed mit Herbert Zemsch
- DM 1983 – Ü50: Bronze im Einzel
- DM 1983 – Ü50: Sieg im Mixed mit Herbert Zemsch
- DM 1985 – Ü50: Bronze im Einzel[3]
- DM 1986 – Ü50: Bronze im Einzel[3]
- DM 1986 – Ü50: Silber im Mixed mit Herbert Zemsch[3]
- Bayerische Senioren-Meisterschaften 1998: AK III/IV als Friedel Böhmer: Sieg im Einzel und Mixed mit Siegfried Koula[4]